# Bouanane
Bouanane (en arabe : بوعنان) est une ville du Maroc faisant partie de la province de Figuig dans la région de l'Oriental. La ville est située entre Errachidia au Tafilalet et Figuig.

## Interet
Peu loin de la ville se trouve le ksar de Bouanane, ancien lieu de vie des habitants, un lieu resté authentique situé à proximité de l’oued Bouanane et sa palmeraie.
Les habitants sont principalement de la tribu des Ouled Nasser et des Doui-Menia.

## Démographie

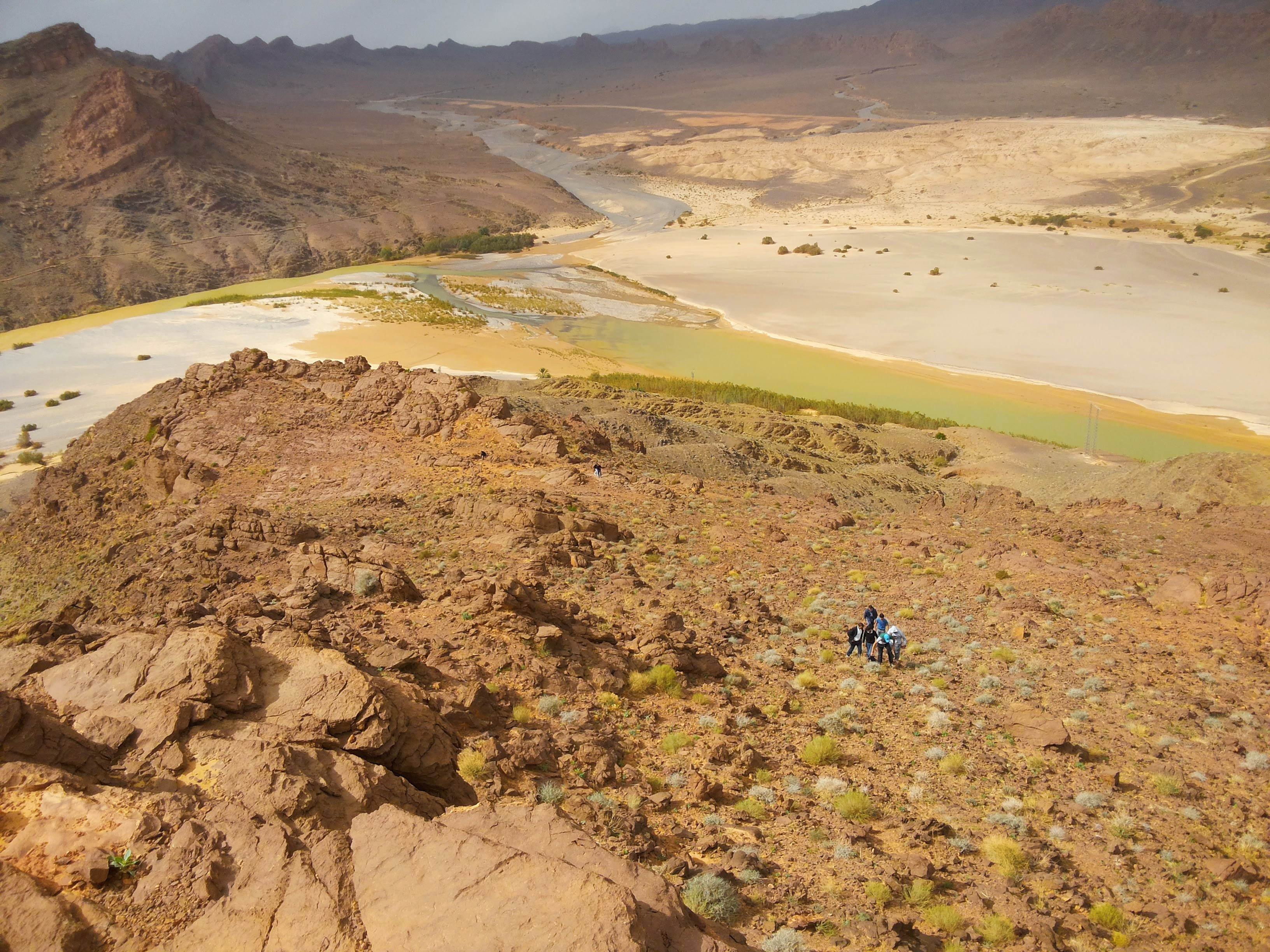
Paysages de Bouanane

### Sources
- (en) Bouanane sur le site de Falling Rain Genomics, Inc.